# 카를로 오를란디 (권투 선수)
카를로 오를란디(이탈리아어: Carlo Orlandi, 1910년 4월 23일~1983년 7월 29일)는 이탈리아의 권투 선수이다. 이탈리아 국가대표 선수로 활약하여 1928년 하계 올림픽에서 금메달을 획득했다. 이후 1929년에 프로로 전향했으며, 1941년에 이탈리아 프로 권투 웰터급 챔피언에 올랐으며, 1944년에 은퇴했다.